# Hine Mølle
54°56′06.96″N 10°43′38.17″Ø / 54.9352667°N 10.7272694°Ø
På Møllemarken ved Hine udenfor købstaden Rudkøbing  befandt der sig fra ældre tid to stubmøller, der hovedsagligt blev kaldt for henholdsvis Østre Hine Mølle og Vestre Hine Mølle .
Den Østre Hine Mølle var den første stubmølle på Langeland, som blev erstattet af en Hollandsk vindmølle. Dette skete i 1791, hvor den holstenske møllebygger Claus Schnohr (1764-1841) kom til Langeland for at bygge møllen for den daværende mølleejer, Jørgen Mouritsen.
Snart efter fik Jørgen Mouritsen imidlertid konkurrence fra Claus Schnohr, der købte Vestre Hine Stubmølle til sig selv, og ligeledes ombyggede denne til en mere moderne hollandsk mølletype. I de følgende tredive år, trak Schnohrs mølle flere og flere af Østre Hine Mølles kunder til sig.
Da Prokurator Rasmussen (den senere byskriver) købte Østre Hine Mølle, var den angiveligt i en elendig forfatning, men byskriveren fik hurtigt sat skik på tingene, og ved folketællingen i 1834 kan det ses, at der var ansat fire møllerkarle, tre tjenestekarle,  tre tjenestepiger samt en snedker på møllen.
Vestre Hine Mølle blev først drevet af Claus Schnohr selv, og senere af hans søn, som imidlertid solgte møllen efter faderens død. I 1868 kom Vestre Hine Mølle på tvangsauktion, hvor der imidlertid ikke blev fundet en køber som kreditorerne kunne acceptere. Det endte med at ejeren af Østre Hine Mølle også købte Vestre Hine Mølle, men da der ikke var tilstrækkelig arbejde til to møller på stedet, blev det nu den Vestre Hine Mølles tur til at gå i forfald.
I 1883 blev Vestre Hine Mølle revet ned, og derefter blev Østre Hine Mølle til Hine Mølle – slet og ret. Hine Mølle var først en stråtækt hollandsk mølle, som senere igen, hvor ingen ville påtage sig at forny stråtækningen, i stedet blev beklædt med blikplader
Først i halvtredserne så Hine Mølle og Hinestien ud som på det gamle boxkamerabillede, men i dag er møllen væk og stedet er i det hele taget ikke til at genkende. Det eneste der vel er tilbage, er resterne af den gamle Hinesti, og det gamle møllehjul, som er anbragt ved indkørslen til den af entreprenør, Erik Skou, renoverede og ombyggede gamle møllegård, som siden 2008 ejes af Langeland Kommune og  drives som en social institution  for anbragte børn og unge i Langeland Kommune.

## Hinestien
Adgangsvejen til og fra (den Østre) Hine Mølle var Hinestien, som nærmere var en slags allé, med parallelt liggende spadseresti og et smalt kørebanespor. Sporet var så smalt, at to køretøjer ikke kunne passere hinanden, hvorfor trafikken til og fra møllen var ensrettet med indkørsel fra Hinestiens nordre ende på Spodsbjergvej, og frakørsel ned ad den stejle møllebanke og ud gennem Møllegårdens gårdsplads og videre frakørsel enten til venstre ad Hinestien ud til den søndre ende ved Søndre Landevej, eller til højre ind mod byen via bagvejen tilbage til Spodsbjergvej.

## Krøjning, svikning, vindrose og omgang
Hvor de gamle stubmøllers konstruktion indebar at hele det tunge møllehus skulle drejes (når vingerne skulle reguleres i forhold til vindens retning). Med de "hollandske" møller blev krøjningen noget lettere, idet det nu kun var møllehatten som skulle drejes.
I vindmøllernes første tid bestod vingesejlene af stofsejl, som skulle rigges på samme måde som et sejlskib. Dette indebar at nogen flere gange om dagen skulle op at klatre på vingerne for at ændre på svikningen. Senere gik man over til klapper af træ, som kunne regulere sig selv. Ved normal vindstyrke danner klapperne en tæt vingeflade, men blæser det stærkere åbner klapperne sig således møllen bliver selvregulerende. 
Det var skotten Andrew Meikle  der i 1772 gjorde den epokegørende selvsvik opfindelse. I 1745 havde en anden skotte, Edmund Lee, lavet en anden væsentlig opfindelse, nemlig vindrosen, den lille tværstillede vingerotor, som automatisk kunne dreje møllehatten i den rigtige retning i forhold til vinden, og dermed var der indført såvel selvkrøjning som selvsvikning, hvilket lettede møllerkarlenes arbejde i betragtelig grad.
En af vejene i det nye "møllekvarter" på Hine er "Omgangen", hvorfor det er relevant at omtale, at (Østre) Hine Mølle ikke havde nogen omgang. Det havde derimod den Vestre Hine Mølle, som lå der, hvor senere garveriet kom til at ligge. En "omgang" er en slags træterrasse eller galleri hele vejen rundt om møllekroppen, hvor man kan gå og manuelt krøje møllen.
Rudkøbing Bymølle har en sådan "omgang", og en gammeldags bådformet hat, samt det gamle manuelle krøjningsarrangement. Det skal dog her nævnes, at Bymøllen tidligere – ligesom tilfældet var med Hine Mølle – var blevet udstyret med vindrose og altså havde såvel selvkrøjning som selvsvikning.

## Byskriveren
Den mest kendte ejer af Hinemøllen var den berømte byskriver Rasmussen, som mellem sine øvrige meriter også tilskrives opfindelsen af en revolvermekanisme og det første skydevåben som i en uafbrudt rækkefølge kunne affyre flere skud.
Det siges at amerikaneren Samuel Colt på den samme tid puslede med den samme idé som byskriveren. Det skulle da også være bevist, at en engelsktalende herre var på besøg hos byskriveren for at se på hans våben, samt at dette besøg var sammenfaldende med at Colt var på besøg i Europa. At det var Colt som besøgte byskriveren er dog aldrig bevist, men året efter sit Europabesøg kom Colt frem med sin opfindelse, den nok så berømte Colt revolver.
Byskriveren skulle i det hele taget have lavet mange opfindelser, hvoraf en del var ret så usædvanlige for deres tid, f.eks. et centralvarmeanlæg til Rudkøbing Rådhus, en varmluftsmaskine til afløsning af dampmaskinen, en hørberedningsmaskine, et "apparat" som man skulle kunne sejle med i luften, såvel som på og under vandet, og en vandret liggende vindmølle, som i flere år stod og malede ved Hine Mølle.

## Den sidste møller på Hine Mølle
Hans Jacob Madsen blev den sidste møller på Hine Mølle. Hans Jacob og hans kone Tine var flinke folk, som gerne tillod at nabolagets børn gik ind og samlede nedfaldsfrugt i den store frugthave. Her holdt også de fritgående høns til, og når børnene fandt æg fra disse høns og gik ind med dem i køkkenet til Tine, måtte æggene først gennem vandprøven. Af de æg som klarede vandprøven beholdt Tine selvfølgelig de fleste, men var også flink til at give børnene lidt af æggene med hjem til deres familier . Det var med blandede følelser at den ca. 80 årige møller i starten af tresserne selv rev sin mølle ned. Da han sammen med sin svoger overtog møllen i 1903, var der beskæftiget 7-8 mand der. Da møllen i 1961 blev revet ned, havde tiderne ændret sig så meget, at møllen ikke engang kunne brødføde én enkelt mand.